# Ladinszky Attila
Ladinszky Attila, (Budapest, 1949. szeptember 13. – Budapest, 2020. május 14.) magyar labdarúgó, csatár. 1971-től Nyugat-Európában élt, majd az 1990-es években visszatért Magyarországra.

## Pályafutása

### Klubcsapatban
A Tűzoltó Dózsa csapatában kezdte a labdarúgást. 1968-tól a Tatabánya, 1970-től a Vasas labdarúgója volt. 1971-ben Nyugat-Európában telepedett le. 1971 és 1975 között a Beerschot, a Feyenoord, majd az Anderlecht csapatában játszott. 1973-ban holland, 1974-ben belga bajnok illetve belga gólkirály volt. 1975 és 1978 között a spanyol Real Betis együttesében szerepelt. 1978 és 1979 között belga alsóbb osztályú csapatoknál játszott. 1979 és 1981 között a francia Toulouse csatára volt. 1981 és 1982 között alsóbb osztályú portugál csapatokban fejezte be az aktív labdarúgást.

### A válogatottban
Háromszoros ifjúsági (1967), kétszeres utánpótlás (1970) és egyszeres egyéb válogatott (1971).

## Sikerei, díjai
- Magyar bajnokság
  - 3.: 1971–72
- Holland bajnokság
  - bajnok: 1972–73
- Belga bajnokság
  - bajnok: 1973–74
  - 2.: 1974–75
  - gólkirály: 1973–74 (24 gól)
- Belga kupa
  - döntős: 1975
- Spanyol kupa
  - győztes: 1977
- Bajnokcsapatok Európa-kupája (BEK)
  - negyeddöntős: 1974–75
- Kupagyőztesek Európa-kupája (KEK)
  - negyeddöntős: 1977–78